# Dvärgahuset
Dvärgahuset är en hällkista i Lindome socken i Mölndals kommun. 
Hällkistan härstammar från senneolitikum. Namnet dvärgahuset kommer av att man trodde att graven varit bostad åt dvärgar. Dvärgahuset finns beskrivet i skrift redan på 1600-talet, och har troligen varit känd länge av lokalbefolkningen. Tre stora block bildar tak åt gravkammaren, på ena gavelhällen finns ett utslipat runt hål, av okänd funktion. Graven undersöktes 1899 arkeologiskt av Oscar Montelius.